# 新生パーソナルローン
新生パーソナルローン株式会社（シンセイパーソナルローン、英：Shinsei Personal Loan Co., Ltd.）は、SBI新生銀行グループに属する日本の貸金業者である。サービスブランドは「ノーローン」、「かりかエール」。
新生フィナンシャル株式会社の子会社。

## 沿革
1954年に兵庫県神崎郡粟賀村（現・神河町）で創業。1973年～1997年まで姫路市に本社を置いていたことから、関西を主とする西日本が地盤だったが、近年は東日本を中心に全国展開に注力している。
2002年3月に新生銀行と提携し、2004年10月には社債の転換により、新生銀行が筆頭株主（39.11%）になる。当初は、新生銀行の持分法適用関連会社（36.43%保有）であったが、2007年12月13日に株主割当による増資を実施し、その時点で連結子会社（67.77%保有）となっている。
2009年2月3日、GEコンシューマー・ファイナンス（新生銀行が2008年9月に子会社化、2009年4月に新生フィナンシャルへ社名変更）との業務統合・再編を発表、新生銀行とGEコンシューマー・ファイナンスが共同でTOBを実施した。TOBは3月19日に成立（2社合計で96.80%保有）。7月10日には残る少数株主からも株式を取得。その後、新生銀行保有の普通株式が新生フィナンシャルへ譲渡され、アプラスフィナンシャルとともに新生フィナンシャルの完全子会社となっている。
設立時の商号は「信起商事株式会社」であり、1984年8月にシンキ株式会社に変更した。この社名の「シンキ」は、「信用を起こす」に由来していた。2016年8月4日に新生銀行グループの中核会社であることを明確にするため、新生パーソナルローン株式会社に商号変更した。
新生銀行の傘下になる前には本社を姫路市に置いていたこともあり、同じく姫路市に本社を置く神姫バスと混同されることもあるが、事業及び資本面で一切の関係はない。

## 消費者金融事業
新生パーソナルローン株式会社は、現在「ノーローン」ブランドを展開している。この「ノーローン」は、利息計算が8日後から始まるのが特徴である。つまり、1週間以内に全額返済すれば利息はかからない。また、この1週間無利息は、完済後であれば2回目以降の利用でも適用される。ただし、2007年4月1日より、貸出金利を利息制限法の範囲内に引き下げたことによる代償措置として、従来は完済日の翌日以降の利用から適用されているものが、2007年6月29日からは完済日の翌月以降の利用の場合に1週間無利息となる規定（つまり、最大でも月に一度しか「1週間無利息」とはならない）に変更された。
姫路に本社を置いていた時代には、「アズレディ」（AzLady）と言う女性専用の振込センターを、北は北海道から南は九州に設けていた（このアズレディでは、後期のみ「アズのち晴れ」と言う専用のキャッチコピーを用いていた）。
2003年には、テレビCMにサッカードイツ代表のゴールキーパーとして有名なオリバー・カーンを起用し話題を呼んだ。なお、このCMには当初ジョン・ローンを起用すべく交渉が進められていたが、最終的に「商品名がノーローンなら出ない」と断られている。

## 沿革
- 1954年12月 - 兵庫県神崎郡にて、信起商事株式会社設立。
- 1973年10月 - 本店を兵庫県姫路市に移転。
- 1984年8月 - 社名をシンキ株式会社に変更。
- 1995年10月 - 株式を店頭公開。
- 1997年7月 - 本店を東京都新宿区に移転。
- 1999年2月 - 東京証券取引所2部に上場。
- 2000年9月 - 東京証券取引所1部へ指定替え。
- 2002年3月 - 新生銀行と業務提携。
- 2003年12月 - 株式会社アルコを完全子会社化。
- 2004年10月 - 新生銀行が提携の際に発行された転換社債（現在の転換社債型新株予約権付社債）の転換権を行使し、筆頭株主（39.11%）になる。
- 2005年4月15日 - パン信販株式会社を完全子会社化。
- 2006年10月 - 株式会社アルコを吸収合併。
- 2007年3月 - パン信販より貸付債権の譲渡を受ける。3月31日、パン信販は臨時株主総会で解散を決議。
- 2008年
  - 3月 - 子会社のエス・エル・メイプル株式会社の全株式を売却。
  - 12月20日 - パン信販株式会社を吸収合併（清算手続きに時間がかかる見込みとなったため、解散を取り消し）。
- 2009年
  - 2月4日 - 新生銀行グループ（新生銀行とGEコンシューマー・ファイナンス（現・新生フィナンシャル））が、100%支配を目指してTOBを実施。
  - 3月19日 - TOB成立。新生銀行グループは96.80%の株式を取得（議決権ベース）。
  - 7月5日 - 上場廃止。
  - 7月10日 - 新生銀行グループの100%支配下に入る。
- 2010年
  - 2月 - 新宿エルタワーからサンシャイン60へに本社移転。
  - 3月 - 株式譲渡により、新生フィナンシャルの完全子会社となる。
- 2015年6月 - 住友不動産秋葉原ビルへに本社移転[4]。
- 2016年8月4日 - 社名を新生パーソナルローン株式会社に変更。